# Град (Нестрам)
Град, често членувано Градо, Градот, Градут или Крепостта (на гръцки: Κάστρο, Γκρατ, Γκράδο) е антично селище и средновековна крепост, чиито останки се намират край костурското село Нестрам (Несторио), Гърция.

## Местоположение
Крепостта е разположена на върха на малък заравнен връх, разположен ведната източно от горната махала на Нестрам Горнени и северно от долната Долнени с височина 1017 m. На малко плато е построен параклисът „Света Троица“, където всяка година се чества празникът Свети Дух.

## История
Пробните разкопки показват съществуването на укрепления и следи от обитаване в различни периоди от време, започвайки от новокаменната епоха, до римските години.
В крепостта има останки от крепостни стени, жилищни постройки и водна канализация. Местното население смятало, че те принадлежат на Самуиловия пълководец Несторица, с чието име е свързана друга легенда за произхода на името Нестрам.
В местността Лоско под хълма са откривани множество кръгли плочки от хипокаустни колони за баня, глинени тръби за акведукт, колони, капители, монети и други археологически артефакти, които се съхраняват в общинската археологическа колекция. Това подкрепя хипотезата, че става въпрос за селище с Хиподамов уличен план. Това според гръцки данни е Град. Сградите датират от II и III век.
Нестрамецът Кирил Радев пише за крепостта:
| „ | „Градут“ или „Крепостта“ е чуден феномен на валекита природа. Това е висок пресечен конусообразен връх в близост до селото. За да се стигне до платото на „Градут“, заобиколено някога с високи каменни стени и с намерени останки от водна канализация, се използва само една конска пътека. На платото са открити и останки от жилищни постройки, принадлежащи на феодала Несторица, прочут Самуилов пълководец, също останки от складове за храни, обори, плевни и други стопански съоръжения. Виждат се няколко пещери в скалите, служили като естествени складове в крепостта. Крепостта е била изцяла разрушена от османлиите. | “ |

В 1995 година в Градо, при работа по селски път случайно е открит мозаечен под с геометрична украса и през есента са проведени проучвателни разкопки, при които са намерени остатъци от стени и керамика. Мозайката е от мраморни и сини камъни. Датировката е затруднена поради малкия участък и общите декоративно-геометрични теми, които се повтарят в мозаечни подове, датиращи от III до VI век.